# Saison 22 de NCIS : Enquêtes spéciales
Chronologie
Saison 21 Saison 23
Cet article présente le guide des épisodes de la vingtième-deuxième saison de la série télévisée américaine NCIS : Enquêtes spéciales.

## Distribution

### Acteurs principaux
- Sean Murray (VF : Adrien Antoine) : Timothy McGee, agent spécial du NCIS
- Wilmer Valderrama (VF : Eilias Changuel) : Nick Torres, agent spécial du NCIS
- Katrina Law (VF : Laëtitia Laburthe Tolra) : Jessica Knight, agent spécial du NCIS
- Brian Dietzen (VF : Christophe Lemoine) : Jimmy Palmer, médecin légiste du NCIS
- Diona Reasonover (VF : Vanessa Van-Geneugden) : Kasie Hines, experte scientifique du NCIS
- Rocky Carroll (VF : Serge Faliu) : Leon Vance, directeur du NCIS
- Gary Cole (VF : Philippe Vincent) : Alden Parker, chef d'équipe du NCIS

### Acteurs récurrents
- Seamus Dever (VF : Pierre Tessier) : Gabriel LaRoche, directeur adjoint du NCIS (épisodes 1, 9, 17, 19 et 20)
- Erik Passoja : Wayne Sweeney, directeur du FBI (épisode 4)
- Laura San Giacomo : Dr. Grace Confalone, psychologue (épisode 8)
- Meredith Eaton : Carol Wilson (épisode 12)
- Zane Holtz : Dale Sawyer, agent du NCIS (épisode 15)
- Margo Harshman : Delilah McGee (épisode 17)

### Invités deNCIS: Los Angeles
- LL Cool J : Sam Hanna, agent spécial du NCIS : Los Angeles (épisode 18)

## Production
Le 9 avril 2024, la série est renouvelée pour une vingt-deuxième saison par CBS.
La saison est diffusée depuis le 14 octobre, juste avant le préquel de la série centré sur Leroy Jethro Gibbs, NCIS: Origins.
Laura San Giacomo, Meredith Eaton, Zane Holtz et Margo Harshman ont fait leur retour en tant que personnages récurrents au cours de la saison.
Le 20 mars 2025, on apprend que LL Cool J, ancienne star de NCIS : Los Angeles, fait de retour le temps d'un épisode de cette saison.

## Épisodes

### Épisode 1:Un seul être vous manque…
- États-Unis /  Canada : 14 octobre 2024 sur CBS / Global
- Suisse : 23 janvier 2025 sur RTS 1
- France : 22 mars 2025 sur M6

- États-Unis : 6,42 millions de téléspectateurs (première diffusion)[4]
- France : 1,12 million de téléspectateurs (7,1 %)[5] (première diffusion)

- Seamus Dever : Inspecteur Gabriel LaRoche (1/5)
- Gabriel Burrafato : Révérend Edward Pike
- Elizabeth Frances : Agent Spécial Jodie Moreno
- Sam Duffy : Elmo Miller
- Gilbert Chayrez-Chavarria : Agent spécial de la REACT

- Cet épisode est dédié à Georges Schenck, scénariste durant les huit premières saisons puis producteur exécutif jusqu'en 2018, décédé le 5 août 2024.

### Épisode 2:Corps étrangers
- États-Unis /  Canada : 21 octobre 2024 sur CBS / Global
- Suisse : 23 janvier 2025 sur RTS Un
- France : 22 mars 2025 sur M6

- États-Unis : 5,37 millions de téléspectateurs (première diffusion)[6]
- France : 0,93 million de téléspectateurs (6,6 %)[5] (première diffusion)

- Marem Hassler : Lena Paulsen
- Carlos Gómez : Amiral Carlos Mendoza
- Czarina Mireles : Robyn Kael
- Lyduan Gonzalez : Fernando Vega
- Jessica Gardner : Olivia Kahn
- Danny Max : Reporter TV
- Zeke Alton : Détective

### Épisode 3:Histoires de fantômes
- États-Unis /  Canada : 28 octobre 2024 sur CBS / Global
- Suisse : 30 janvier 2025 sur RTS 1
- France : 29 mars 2025 sur M6

- États-Unis : 4,92 millions de téléspectateurs (première diffusion)[7]
- France : 1,03 million de téléspectateurs (5,6 %)[8] (première diffusion)

- Donna Mills : Wanda Prescott
- Justin Bruening : Lieutenant Bryce Prescott
- Dominic Burgess : Leonard
- Chrissie Fit : Mary Evans
- Ck Bolado : Ray

- Pour la première fois, l'audience de la série passe en dessous des 5 millions de téléspectateurs.

### Épisode 4:À l'aube du chaos
- États-Unis /  Canada : 4 novembre 2024 sur CBS / Global
- Suisse : 30 janvier 2025 sur RTS 1
- France : 29 mars 2025 sur M6

- États-Unis : 4,76 millions de téléspectateurs (première diffusion)[9]
- France : 0,96 million de téléspectateurs (6,5 %)[8] (première diffusion)

- Erik Passoja : Directeur du FBI Wayne Sweeney
- Robert Catrini : Général Floyd Brancato
- J. Claude Deering : Curtis Hubley
- Jonathan Bray : Sénateur Judd Larmont
- Todd Bosley : Technicien du FBI
- Emory Ogletree II : Agent du FBI

- Il s'agit de la pire audience historique de la série.

### Épisode 5:L'Espion qui venait du froid
- États-Unis /  Canada : 11 novembre 2024 sur CBS / Global
- Suisse : 6 février 2025 sur RTS 1
- France : 12 avril 2025 sur M6

- États-Unis : 5,26 millions de téléspectateurs (première diffusion)[10]
- France : 1,02 million de téléspectateurs (5,8 %)[11] (première diffusion)

- John Getz : Capitaine Thomas Butler
- Tom Schanley : Conrad, officier de la CIA
- Matthew Lawrence : Danny Butler
- Victoria Kelleher : Barbara, comptable du NCIS
- Janora McDuffie : Dr. Lisa Hallorman

### Épisode 6:De choc et de charme
- États-Unis /  Canada : 25 novembre 2024 sur CBS / Global
- Suisse : 6 février 2025 sur RTS 1
- France : 12 avril 2025 sur M6

- États-Unis : 4,92 millions de téléspectateurs (première diffusion)[12]
- France : 0,88 million de téléspectateurs (5,4 %)[11] (première diffusion)

- Brianna Brown : Melinda Martin
- Rebecca De Mornay : Carla Marino
- Alisa Allapach : Sheila
- Travis Schuldt : Freddie Martin
- Tabitha Brownstone : Lauren Jacobs
- Steven Shelby : Bandit
- Tim Neff : Bandit 2

### Épisode 7:Une enquête très privée
- États-Unis /  Canada : 2 décembre 2024 sur CBS / Global
- Suisse : 13 février 2025 sur RTS 1
- France : 19 avril 2025 sur M6

- États-Unis : 5,62 millions de téléspectateurs (première diffusion)[13]
- France : 0,82 million de téléspectateurs (4,7 %)[14] (première diffusion)

- Sam McMurray : Harold Lamb
- Lesley Fera : Dr. Wendy Lythcott
- Jacob Buster : Daniel Simmons
- Sara Paxton : Amber Carnahan

### Épisode 8:Incontrôlable
- États-Unis /  Canada : 9 décembre 2024 sur CBS / Global
- Suisse : 13 février 2025 sur RTS 1
- France : 19 avril 2025 sur M6

- États-Unis : 4,89 millions de téléspectateurs (première diffusion)[15]
- France : 0,74 million de téléspectateurs (4,5 %)[14] (première diffusion)

- Laura San Giacomo : Dr. Grace Confalone
- Alyson Gorske : Ashley Winslow
- Christian Gehring : Lieutenant Mason Winslow
- Mary Cole : Audrey
- Kensie Mills : Lily
- Rory O'Malley : Cliff
- Sierra McCormick : Sally Clarck
- Andrew Santiago : Matty

### Épisode 9:Les Fantômes de Noël
- États-Unis /  Canada : 16 décembre 2024 sur CBS / Global
- Suisse : 13 mars 2025 sur RTS 1
- France : 26 avril 2025 sur M6

- États-Unis : 4,92 millions de téléspectateurs (première diffusion)[16]
- France : 1,05 million de téléspectateurs (6 %)[17] (première diffusion)

- Seamus Dever : Gabriel LaRoche, directeur adjoint du NCIS (2/5)
- Demetrius Gross : Lieutenant Merritt Hastings
- Garrett Hines : Caporal suppléant Samuel Cross
- Sommer Carbuccia : Caporal suppléant Brian Zanella
- Cameron Bender : Martin Gates
- Boyana Balta : Emily Cross
- Derek Anthony : Agent de maintenance du NCIS, Lennox Kincaid
- Ramsey Thoms : Caporal suppléant Evan Cross

### Épisode 10:Sucre mortel
- États-Unis /  Canada : 27 janvier 2025 sur CBS / Global
- Suisse : 20 mars 2025 sur RTS 1
- France : 26 avril 2025 sur M6

- États-Unis : 5,71 millions de téléspectateurs (première diffusion)[18]
- France : 0,99 million de téléspectateurs (6,1 %)[17] (première diffusion)

- Melina Kanakaredes : Eleni Kostakis
- Ken Garito : Leslie Walker
- Joel Steingold : Officier Frank Mandel
- Carlos Javier Rivera : Arturo Jimenez
- Jordyn Owens : Virgil Wilson

### Épisode 11:Pour le meilleur et pour le crime
- États-Unis /  Canada : 3 février 2025 sur CBS / Global
- Suisse : 27 mars 2025 sur RTS 1
- France : 3 mai 2025 sur M6

- États-Unis : 5,34 millions de téléspectateurs (première diffusion)[19]
- France : 0,95 million de téléspectateurs (5,3 %)[20] (première diffusion)

- Lilan Bowden : Robin Knight
- Steven Flynn : Roman Sobchek
- Daniel Zacapa : Détective Martin Alonzo
- Jesse Howland : Lenny
- Yvonne Zima : Lana
- Nathan Ray Clark : Agent spécial du NCIS, Piotter
- Marcus Terrell Smith : Wedding DJ
- Elizabeth Liang : Agent spécial du NCIS, Jones
- Cody Easterbrook : Agent du NCIS, Ramiro
- Geoffrey Kennedy : Agent du NCIS

### Épisode 12:Tuer n'est pas jouer
- États-Unis /  Canada : 10 février 2025 sur CBS / Global
- Suisse : 3 avril 2025 sur RTS 1
- France : 3 mai 2025 sur M6

- États-Unis : 5,39 millions de téléspectateurs (première diffusion)[21]
- France : 0,85 million de téléspectateurs (5 %)[20] (première diffusion)

- Shari Belafonte : Professeur Annabelle Davis
- Della Saba : Ilene Smyth
- Charley Koontz : Max Hoffman
- Eugene Kim : Capitaine Ed Fletcher
- Neal Honda : Victor Chan
- Michael Varde : Jesse Winston
- Meredith Eaton : Carol Wilson
- Eli Hernandez : Daryl Thomas
- Jeremiah Latrell Caldwell : Burly Bouncer
- Jackson Canning : Sketchy Senior
- Kevin Bohleber : Stetchy Dude

### Épisode 13:Rouge sang
- États-Unis /  Canada : 24 février 2025 sur CBS / Global
- Suisse : 10 avril 2025 sur RTS 1
- France : 3 mai 2025 sur M6

- États-Unis : 5,36 millions de téléspectateurs (première diffusion)[22]
- France : 0,69 million de téléspectateurs (5,5 %)[20] (première diffusion)

- Tori Danner : Infirmière
- John Ahle Kellar : William
- Nick George : Dr. James Donovan
- T.J. Thyne : Fletcher Voss
- Brenda Schmid : Lauren Hawthorn

### Épisode 14:À la poursuite du spectre
- États-Unis /  Canada : 3 mars 2025 sur CBS / Global
- Suisse : 17 avril 2025 sur RTS 1
- France : 17 mai 2025 sur M6

- États-Unis : 5,22 millions de téléspectateurs (première diffusion)[23]
- France : 0,99 million de téléspectateurs (5,5 %)[24] (première diffusion)

- Erinn Hayes : Wendy
- Elle Graper : Victoria Palmer
- Kathy Searle : Rhonda Rosen
- Vincent M. Ward : Sal
- Maureen Driscoll : Mrs. Darlene Applebaum
- Willie Earl Jr. : Elvin Gates

### Épisode 15:Meilleurs ennemis jurés
- États-Unis /  Canada : 24 mars 2025 sur CBS / Global
- Suisse : 24 avril 2025 sur RTS Un
- France : 17 mai 2025 sur M6

- États-Unis : 5,42 millions de téléspectateurs (première diffusion)[25]
- France : 0,92 million de téléspectateurs [24] (première diffusion)

- Zane Holtz : Dale Sawyer, agent du NCIS
- Reggie Austin : Peter Braden
- Isabella Hofmann : Kate Reynolds
- Stevie Lynn Jones : Shayna Reynolds
- Francis Xavier McCarthy : Roman Parker, le père d'Alden

### Épisode 16:Les Accrocs du boulot
- États-Unis /  Canada : 31 mars 2025 sur CBS / Global
- Suisse : 1er mai 2025 sur RTS Un
- France : 24 mai 2025 sur M6

- États-Unis : 5,28 millions de téléspectateurs (première diffusion)[26]
- France : 1,13 million de téléspectateurs (6,4 %)[27] (première diffusion)

- Lilan Bodwen : Robin Knight
- Cameron Gellman : Daniel Holloway
- Greg Perrow : Mr Decembre, pompier
- Zachary Barton : Pottery Lady
- Charlie Morgan Patton : Paige
- Sienna Ribeiro : Grace
- Tanner Davis : Joey
- David Cooley : Pompier

### Épisode 17:Le Poète
- États-Unis /  Canada : 14 avril 2025 sur CBS / Global
- Suisse : 22 mai 2025 sur RTS Un
- France : 24 mai 2025 sur M6

- États-Unis : 5,07 millions de téléspectateurs (première diffusion)[28]
- France : 1,03 million de téléspectateurs (9,4 %)[27] (première diffusion)

- Margo Harshman : Delilah Fielding
- Seamus Dever : Gabriel LaRoche, directeur adjoint du NCIS (3/5)
- Michelle Lukes : Gemma Wood
- Brooke Lyons : Tammy LaRoche
- Abby Awe : Lucy
- Morgan Peter Brown : Paul Morton
- Essam Ferris : Yann
- Bonnie Bailey-Reed : Fio
- Nathaniel Best : Chef de la REACT

### Épisode 18:Comme des frères
- États-Unis /  Canada : 21 avril 2025 sur CBS / Global
- Suisse : 22 mai 2025 sur RTS Un
- France : 14 juin 2025 sur M6

- États-Unis : 5,80 millions de téléspectateurs (première diffusion)[29]
- France : 0,81 million de téléspectateurs (5,4 %)[30] (première diffusion)

- LL Cool J : Sam Hanna
- Eddie Martinez : Roger Davis
- Dennis Cockrum : Sénateur
- Sharon Gardner : Représentante de Liberty
- Craig Welzbacher : Client du motel
- Shein Mompremier : Desiree Mason
- Marcus DeAnda : Mark Davis
- Nikita Teterev : Chef des hommes armés
- Jean-Claude Leuyer : Petrov

### Épisode 19:Enquête sous tension
- États-Unis /  Canada : 28 avril 2025 sur CBS / Global
- Suisse : 29 mai 2025 sur RTS Un
- France : 14 juin 2025 sur M6

- États-Unis : 5,50 millions de téléspectateurs (première diffusion)[31]
- France : 0,62 million de téléspectateurs (5,6 %)[30] (première diffusion)

- Seamus Dever : Gabriel LaRoche, directeur adjoint du NCIS (4/5)
- Nanrisa Lee : Regina Ward, inspectrice général
- Victoria Kelleher : Barbara, comptable du NCIS
- Brandon Brooks : Crispin Shaker Jr.

### Épisode 20:Nexus
- États-Unis /  Canada : 5 mai 2025 sur CBS / Global
- Suisse : 29 mai 2025 sur RTS Un
- France : 14 juin 2025 sur M6

- États-Unis : 5,59 millions de téléspectateurs (première diffusion)[32]

- Seamus Dever : Gabriel LaRoche, directeur adjoint du NCIS (5/5)
- Rebecca De Mornay : Carla Marino
- Francis X. McCarthy : Roman Parker, le père d'Alden
- Brent Anderson : Duncan Mathison, secrétaire à la défense
- Chris Webster : Randall Clarck
- Aric Hendrix : Eric Ford, agent du FBI
- Gichi Gamba : Garde du corps
- Jason Pierce : Liam Flattery